# Le Rêve de Pierre de Khéops
Le Rêve de Pierre de Khéops est un roman de Guy Rachet publié en 1997. C'est le deuxième tome de la pentalogie « Le Roman des Pyramides ».

## Résumé
L'intrigue du roman se situe en Égypte ancienne sous l'Ancien Empire de la IVe dynastie, sous le règne du roi Snéfrou, situé par les historiens au XXVIIe ou XXVIe siècle av. J.-C. selon les datations (l'auteur le situe au XXVIIe siècle av. J.-C.).
Khéops a maintenant quatre enfants avec Mérititès et deux avec Hénoutsen. Son père Snéfrou l'envoie à Byblos au Liban (Phénicie) pour acheter du cèdre. Snéfrou meurt. Un homme d'Hénoutsen tente de tuer Khéops, mais Noubet, fille du roi libanais, le sauve. Elle l'épouse et le fait jurer de léguer son futur trône à leur fils éventuel. Ils rentrent pour les obsèques de Snéfrou et Khéops est couronné. Il fait débuter le chantier de sa pyramide à Ânkhkhâf qui meurt peu après. 
Henoutsen a un fils, Khéphren, et Noubet un fils aussi. Le premier fils d'Hénoutsen meurt dans un accident...